# Jonathan Bru
Jonathan Bru (Neuilly-sur-Seine, 2 maggio 1985) è un ex calciatore francese naturalizzato mauriziano, di ruolo centrocampista.

## Biografia
È fratello di Kévin Bru, anch'egli calciatore.

## Carriera

### Club
Comincia la sua carriera nello Stade Rennais, con cui conta una presenza in prima squadra. Nel 2006 passa all'Istres, con cui gioca fino al 2008. Nel 2008 si trasferisce a Cipro, all'AEP Paphos. Nel 2009 si trasferisce in Portogallo, all'Oliveirense. Nel 2010 passa alla Moreirense. Nel 2012 si trasferisce in Australia, al Melbourne Victory. Nel 2014 viene acquistato dall'Oliveirense. Nel luglio 2015 rimane svincolato. Il 2 febbraio 2016 il Poissy, squadra francese, annuncia il suo ingaggio.

### Nazionale
Conta varie presenze con le nazionali minori francesi, avendo giocato anche in Under-21. Nel 2010 decide di giocare per la Nazionale di Mauritius, con cui debutta il 4 settembre 2010, in Mauritius-Camerun, in cui mette a segno una rete.